# Distrito de Shishelweni
Shishelweni es un distrito de Suazilandia situado en el sur del país. Tiene una superficie de 3.779 km² y una población de 201.346 habitantes (2010). Su capital administrativa es Nhlangano.

## Organización político-administrativa
Shishelweni está dividido en 14 tikhundlas, cada uno de los cuales elige su representante en la Asamblea del Libandla. Cada tikhundla puede tener, además, uno o más Imiphakatsi:
- Tinkhundla de Gege: Mgazini, Sisingeni, Mlindazwe, Mgomfelweni, Emjikelweni, Katsambekwako, Ensukazi, Endzingeni, Kadinga y Emhlahlweni.
- Tinkhundla de Hosea: Ondiyaneni, Ka-Hhohho Emva, Lushini, Ludzakeni/Kaliba, Nsingizini y Manyiseni.
- Tinkhundla de Kubuta: Ngobelweni, Ezishineni, Kakholwane, Nhlalabantfu y Kaphunga.
- Tinkhundla de Maseyisini: Dlovunga, Mbilaneni, Kamzizi y Vusweni.
- Tinkhundla de Matsanjeni: Ekuphumleni, Bambitje/Nsalitje, Dinabanye y Qomontaba.
- Tinkhundla de Mtsambama: Kambhoke, Bhanganoma, Ekwendzeni y Magele.
- Tinkhundla de Ngudzeni: Ndushulweni, Ekulambeni, Nyatsini, Ekukhanyeni y Lusitini.
- Tinkhundla de Nkwenw: Ebuseleni, Nhlalabantfu, Kagwebu, Kuphumleni, Hlobane y Sigcineni.
- Tinkhundla de Sandleni: Bufaneni, Ngololweni, Tibondzeni, Nkhungwini, Mbelebeleni, Ka-Nzameya, Kontjingila, Enkalaneni, Kagasa y Mphini.
- Tinkhundla de Shiselweni I: Dumenkungwini, Mabona, Mchinsweni, Mchinsweni y Zikhotheni.
- Tinkhundla de Shiselweni II: Embheka, Mkhitsini, Mahlalini, Sikhotseni, Mphangisweni, Mbabala y Makhwelela.
- Tinkhundla de Sigwe: Kankhomonye, Empini, Lulakeni y Lindizwa.
- Tinkhundla de Somntongo: Mlindazwe, Phangweni, Ezindwenweni, Vimbizibuko, Maplotini y Qomintaba.
- Tinkhundla de Zombodze: Ngwenyameni, Mampondweni, Bulekeni y Zombodze.

## Geografía

### Ciudades del distrito
| Ciudades de Hhohho | Ciudades de Hhohho | Ciudades de Hhohho |
| Nombre             | Población          | Año                |
| ------------------ | ------------------ | ------------------ |
| Nhlangano          | 7.047              | 2010               |
| Hlatikulu          | 2.293              | 2010               |
| Hluti              | 5.372              | 2010               |
| Kubuta             | 1.619              | 2010               |
| Lavumisa           | 968                | 2010               |

## Demografía
| Población de Shishelweni (1986-2010) | Población de Shishelweni (1986-2010) | Población de Shishelweni (1986-2010) |
| Año                                  | Habitantes                           | % respecto a la nacional             |
| ------------------------------------ | ------------------------------------ | ------------------------------------ |
| 1986                                 | 155.569                              | 22,84%                               |
| 1997                                 | 217.598                              | 22,53%                               |
| 2007                                 | 202.686                              | 21,26%                               |
| 2010                                 | 201.346                              | 20,94%                               |